# 芦原伸
芦原 伸（あしはら しん、1946年 – ）は、日本の紀行作家、ノンフィクション作家で、元雑誌編集者。

## 略歴
三重県生まれ、本籍は京都府京丹後市峰山町、育ちは名古屋市。名古屋市立菊里高等学校を経て、1966年北海道大学に入学する。1970年、北海道大学文学部（露文科）を卒業。上京後、週刊誌記者などを経て、1972年、鉄道ジャーナル社編集部入社、『旅と鉄道』の創刊期デスクを勤める。
1976年、フリーランスライターとして独立。1979年、創作集団「グループ・ルパン」を主宰。1982年、株式会社ルパンを設立、代表取締役社長に就任。2007年、株式会社天夢人Temjinを設立し、代表取締役社長に就任。復刊「旅と鉄道』、『SINRA』の編集長を務める。2014年『被災鉄道　復興への道』（講談社）で、第40回交通図書賞を受賞。2019年、株式会社天夢人Temjinの会長・相談役を経て退職。
(一社)日本旅行作家協会、(公社)日本文藝家協会会員。
全国各地の取材をはじめ、海外取材は70ヵ国を超える。

## 著作
- 『旅はひとり旅』朝日新聞社、1986年
- 『ニューヨーク歴史紀行』読売新聞社、1987年
- 『ぶらり男はひとり旅』 二見書良、1988年
- 『はじめてのアウトドア』日本交通公社出版事業、1994年
- 『渓流紀行 釣りと温泉』東洋経済新報社、1997年
- 『地球鱒釣り紀行』新潮社、1997年
- 『旅をつくる12人の男たち』東洋経済新報社、1999年
- 『栗山村物語』駿河台曜曜社、1999年
- 『世界の名列車、車窓の旅』講談社、2000年
- 『アフリカへ行きたい』街と暮らし社、2000年
- 『西部劇を読む辞典』NHK生活人新書 、2003年
- 『西部劇を見て男を学んだ』祥伝社新書、2006年
- 『風街道 シルクロードをゆく』ダイヤモンド社、2007年
- 『さらばブルートレイン！〜昭和鉄道紀行』講談社、2008年
- 『鉄道ひとり旅〜郷愁の昭和鉄道紀行』講談社、2008年
- 『ロシア一九九一、夏』角川学芸出版、2009年
- 『鉄道おくのほそ道紀行』講談社、2009年
- 『60歳からの青春18きっぷ』新潮社、2009年
- 『鉄道シルクロード紀行』朝日新聞出版、2010年
- 『シルクロード鉄道見聞録]』講談社、2010年
- 『ぶらり鉄道、街道散歩』KKベストセラーズ、2010年
- 『どんこうにっぽん縦断　東日本編』枻出版社、2011年
- 『どんこうにっぽん縦断　西日本編』枻出版社、2011年
- 『へるん先生の汽車旅行』集英社インターナショナル、2014年
- 『被災鉄道〜復興への道』講談社、2014年
- 『鉄道の聖地　京都・梅小路を愉しむ』PHP研究所、2016年
- 『呑み鉄、ひとり旅〜乗り鉄の王様がゆく』東京新聞、2016年
- 『完全保存版　西部劇を読む事典』天夢人、2017年
- 『鉄道エッセイコレクション〜読み鉄への招待』ちくま文庫、2018年
- 『新にっぽん奥地紀行〜イザベラ・バードを鉄道でゆく』天夢人、2018年
- 『西部劇を極める事典』天夢人、2018年
- 『森の教え、海の教え〜辺境の旅から』天夢人、2018年
- 『ラストカムイ〜砂澤ビッキの木彫』白水社、2019年
- 『我がラストラン、北海道〜追憶の鉄道紀行』天夢人、2020年
- 『北海道廃線紀行　草原の記憶をたどって』筑摩選書、2022年
- 『旅は終わらない〜紀行作家という人生』毎日新聞出版、2022年
- 『世界食味紀行〜美味、珍味から民族料理まで』平凡社新書、2022年

## 編集
- 「歴史への招待」日本放送出版協会 （全30巻）
- 「ファミリーアドベンチャー」 （朝日新聞MOOK）
- 「ウィンターアドベンチャー」 （朝日新聞MOOK）
- 「アフリカ原色紀行」 （朝日新聞MOOK）
- 「中国火車旅行」 （朝日新聞MOOK）
- 「ヨーロッパ汽車旅行」 （朝日新聞MOOK）
- 「日本の名酒・酒蔵」 （小学館サライMOOK）
- 「YES」 （JTB） （月刊誌）
- ビジュアル百科「にっぽん川紀行」 （学習研究社） （全30巻）
- 「青春18きっぷの旅」 （JTBパブリッシングMOOK）

## 編集長
- 「TABIT」 （阪神電鉄・季刊誌）
- 「VACATION」 （Creative's Tank・隔月刊誌）
- コンプリートガイド・シリーズ 「中国の真髄」、「フランスの美しい村」、「イスラムの誘惑」ほか （新潮社）
- 「NATRA（ナトラ）」 （ニューズ出版・月刊誌）
- 「旅ば〜ん」 （JR東日本・月刊フリーペーパー）
- 「鉄道ひとり旅ふたり旅」 （枻出版社）
- 「旅と鉄道」（天夢人発行、朝日新聞出版発売、2011年の復刊より）
- 「SINRA」（天夢人発行、新潮社発売、2014年の復刊より）